# Salles-de-Barbezieux
Salles-de-Barbezieux település Franciaországban, Charente megyében. Lakosainak száma 400 fő (2022. január 1.). Salles-de-Barbezieux Barbezieux-Saint-Hilaire, Challignac, Condéon, Reignac és Saint-Bonnet községekkel határos.

## Népesség
A település népessége az elmúlt években az alábbi módon változott:
| Lakosok száma | 271  | 317  | 406  | 413  | 450  | 455  | 427  | 403  | 403  | 400  |
|               | 1968 | 1982 | 1990 | 2006 | 2013 | 2015 | 2017 | 2019 | 2020 | 2022 |